# Мынказан
Мынказан (каз. Мыңқазан, до 199? г — Ворошилово) — аул в Меркенском районе Жамбылской области Казахстана. Входит в состав Жанатоганского сельского округа. Находится примерно в 20 км к востоку от районного центра, села Мерке. Код КАТО — 315435400.

## Население
В 1999 году население аула составляло 938 человек (474 мужчины и 464 женщины). По данным переписи 2009 года, в ауле проживало 1019 человек (512 мужчин и 507 женщин).